# Knotige Braunwurz
Die Knotige Braunwurz oder Knoten-Braunwurz (Scrophularia nodosa), kurz auch Braunwurz genannt, ist der in Mitteleuropa häufigste Vertreter der Pflanzengattung der Braunwurzen (Scrophularia).

## Beschreibung
Es handelt sich um eine ausdauernde krautige Pflanze, die Wuchshöhen zwischen 50 und 100 Zentimeter erreicht. Der Name Knotige Braunwurz bezieht sich zum einen auf die an der Oberfläche knotigen Anschwellungen des Rhizoms, zum anderen auf die braunen Blüten der Pflanze.
Die Pflanze hat einen aufrechten Stängel, der sich meist erst im Blütenstand verzweigt. Er ist scharf vierkantig, in der Höhe des Blütenstandes auch mit ausgeprägteren Kanten, ist jedoch nicht geflügelt.
Die Laubblätter sind ungeteilt oder höchstens am Grund mit ein oder zwei kleinen Seitenlappen. Ihr Rand ist doppelt gesägt.
Die Blüten stehen in endständigen rispenähnlichen Thyrsen. Die Krone ist vorne braunrot, am Grunde eher grünlich. Die Kelchblätter sind vorne abgerundet und oft schmal häutig berandet. Ansonsten entspricht der Blütenaufbau genau dem im Artikel über die Braunwurzen beschriebenen Schema.
Die Chromosomenzahl der Art ist 2n = 36.

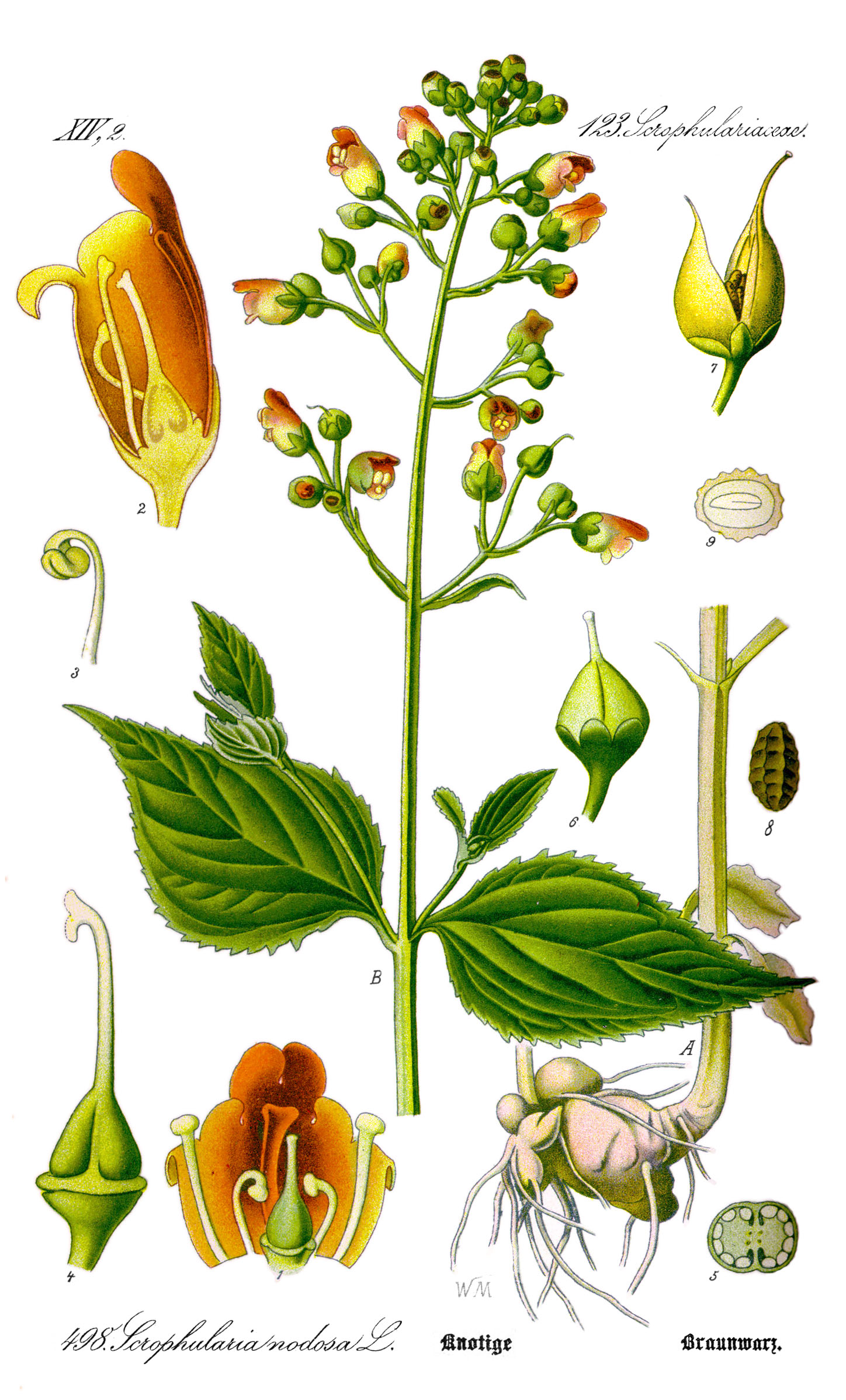
Knotige Braunwurz, Illustration

## Ökologie
Die Knotige Braunwurz ist ein Hemikryptophyt und eine Schaftpflanze.
Die Blüten sind vorweibliche „Rachenblumen“. Zuerst erscheint die Narbe am Kroneneingang, dann sieht man an derselben Stelle die vier nacheinander reifenden Staubbeutel. Die weibliche und die männliche Phase dauern je zwei Tage. Bestäuber sind Bienen und Wespen, besonders Faltenwespen; es handelt sich also  um eine Wespenblume. Die Bestäubung erfolgt bauchseitig. In Nordamerika, wo die Art eingebürgert ist, wurden auch Kolibris als Bestäuber beobachtet. Zum Schluss ist Selbstbestäubung möglich. Die Blütezeit ist von Juni bis Juli.
Die Kapselfrucht wird aus 2 Fruchtblättern gebildet; sie öffnet sich bei Trockenheit wandspaltig. Die kleinen Samen sind bis 1 mm lang und nur 0,08 mg schwer. Sie breiten sich als Körnchenflieger aus. Da der Fruchtstängel elastisch ist und verholzt, ist auch eine Samenausbreitung als Wind- und Tierstreuer  sowie Bearbeitungsverbreitung möglich. Die Samen sind Kältekeimer. Fruchtreife ist von August bis Oktober.
Vegetative Vermehrung nach der Blüte erfolgt durch unterirdische Ausläufer.

## Verbreitung
Die Knotige Braunwurz kommt in Europa vom hohen Norden bis zum Mittelmeer und im westlichen Asien bis zum Kaukasus und dem östlichen Sibirien vor. Ins östliche Nordamerika sowie nach Neuseeland und Australien wurde sie eingeschleppt.
Sie wächst an mäßig nährstoffreichen, feuchten Stellen in Wäldern, an Waldrändern, in Gebüschen oder an Flussufern. Sie ist in Mitteleuropa eine schwache Charakterart der Fagetalia sylvaticae-Gesellschaften, kommt aber auch in Gesellschaften der Verbände Alliarion, Aegopodion oder der Klasse der Schlagfluren (Epilobietea angustifolii) vor. 
In den Allgäuer Alpen steigt sie an der Hirschalpe bei Hindelang in Bayern bis zu 1460 m Meereshöhe auf.

## Verwendung

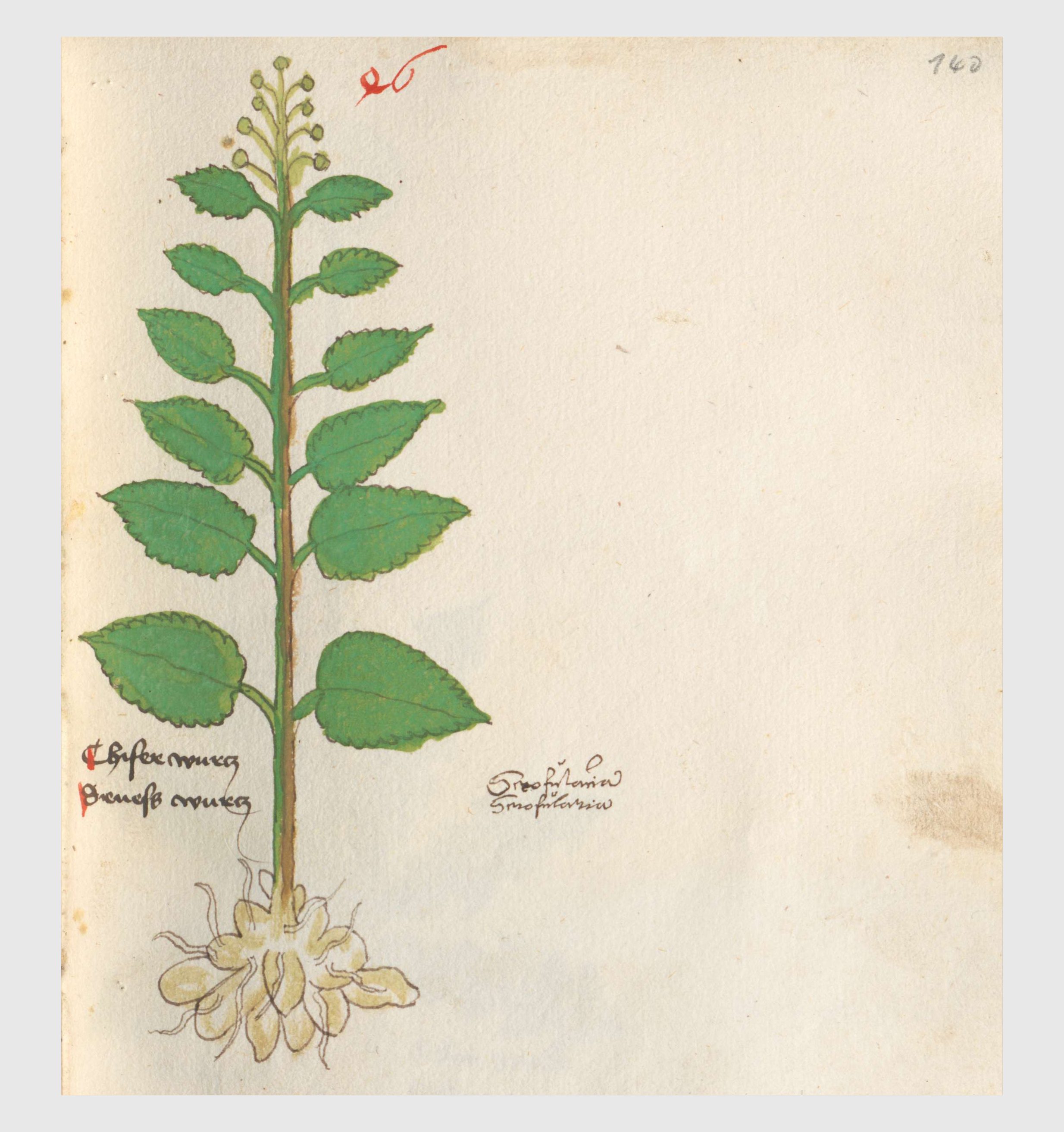
Knotige Braunwurz bei Vitus Auslasser

Die (Knotige) Braunwurz (lateinisch früher als Scrophularia bezeichnet) wurde in der Heilkunde (im Mittelalter auch „Drueßwurz“, etwa bei Vitus Auslasser, und „drußwortz“ sowie lateinisch Laurea genannt) gegen eine Vielzahl von Leiden verwendet, beispielsweise gegen Lymphdrüsenschwellungen, gegen Hautleiden und zur Wundheilung, bei Halskrankheiten oder als harntreibendes Mittel.

## Bilder

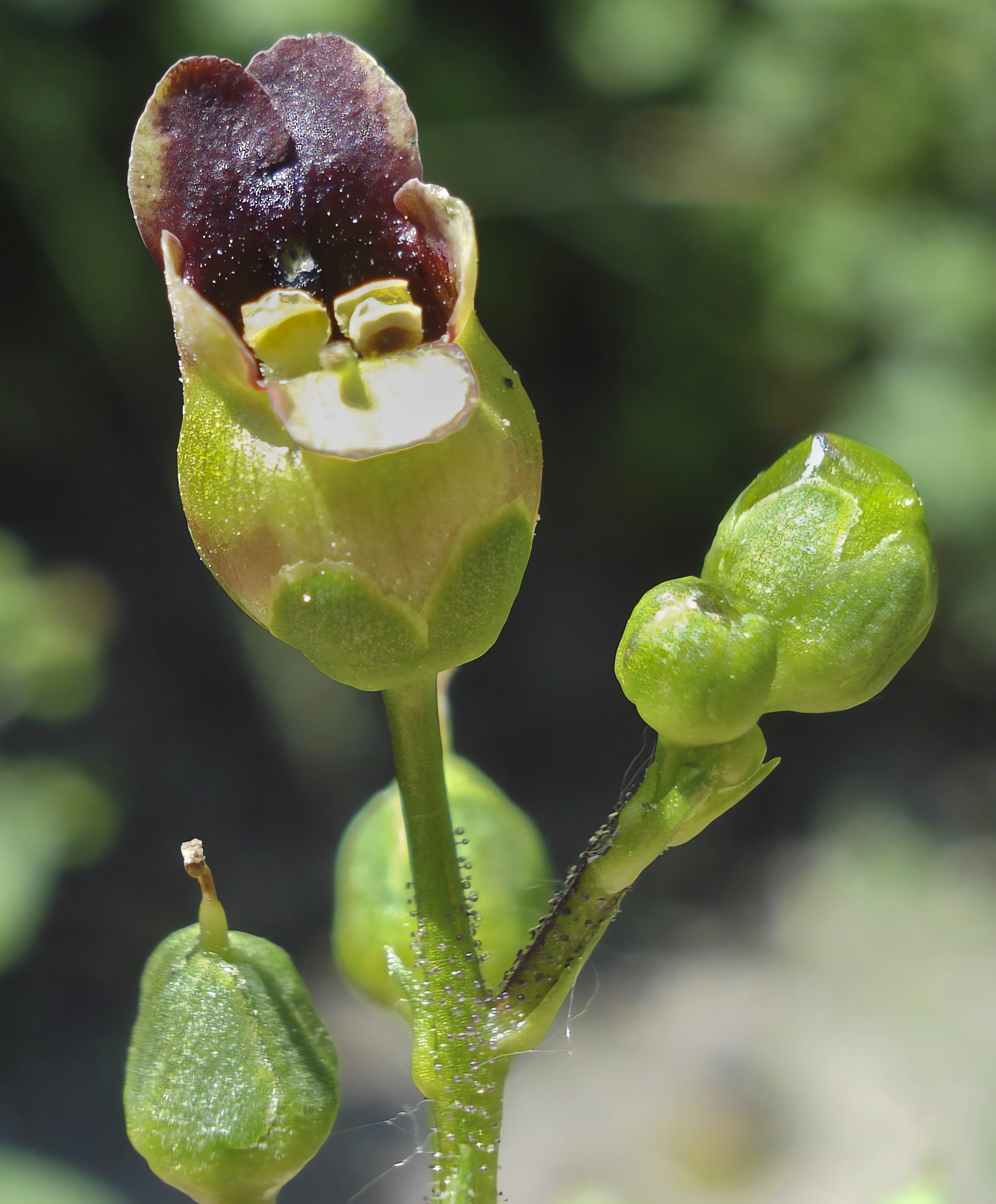
Blütendetail (Vorderansicht)
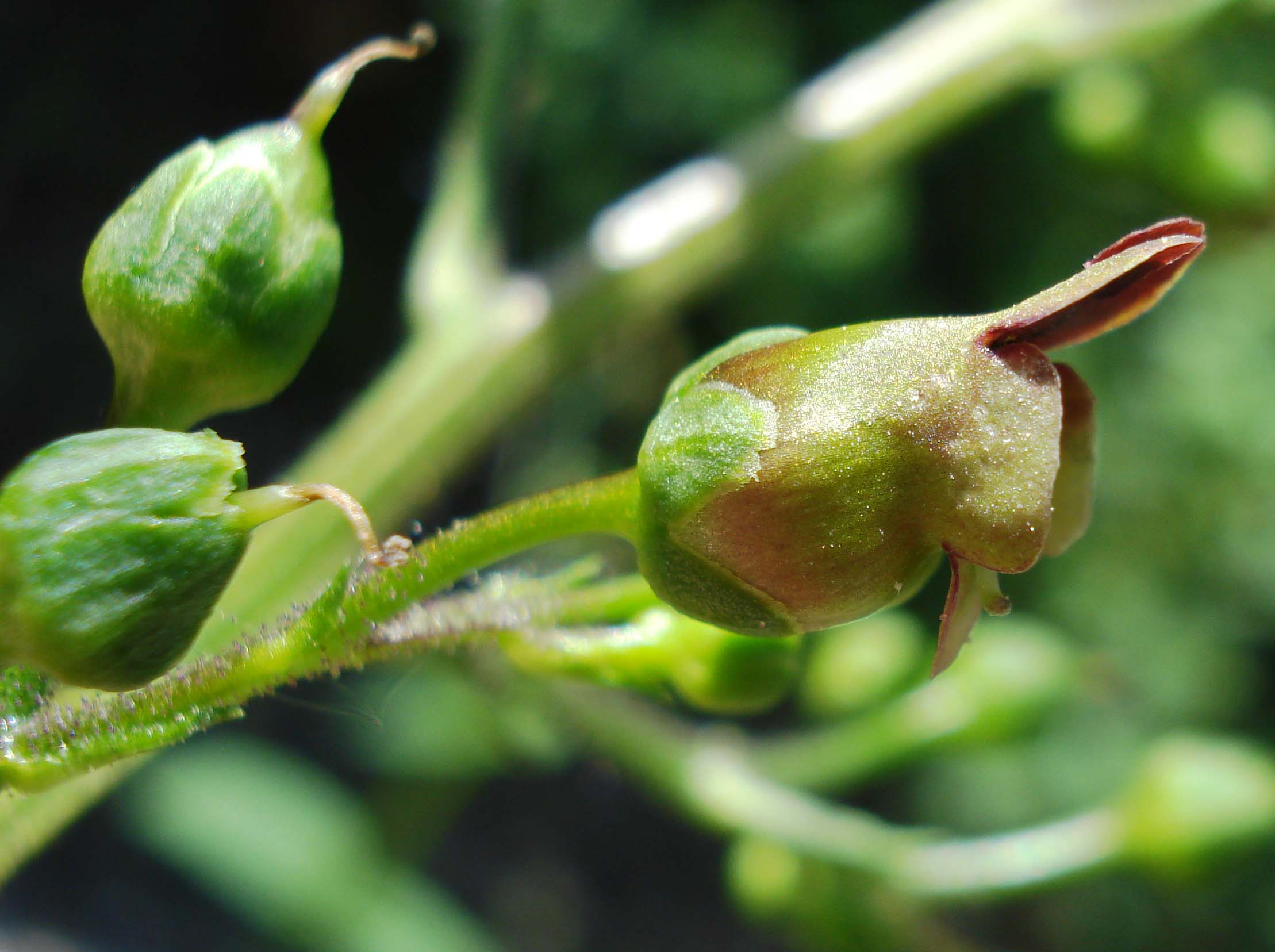
Blütendetail (Seitenansicht)
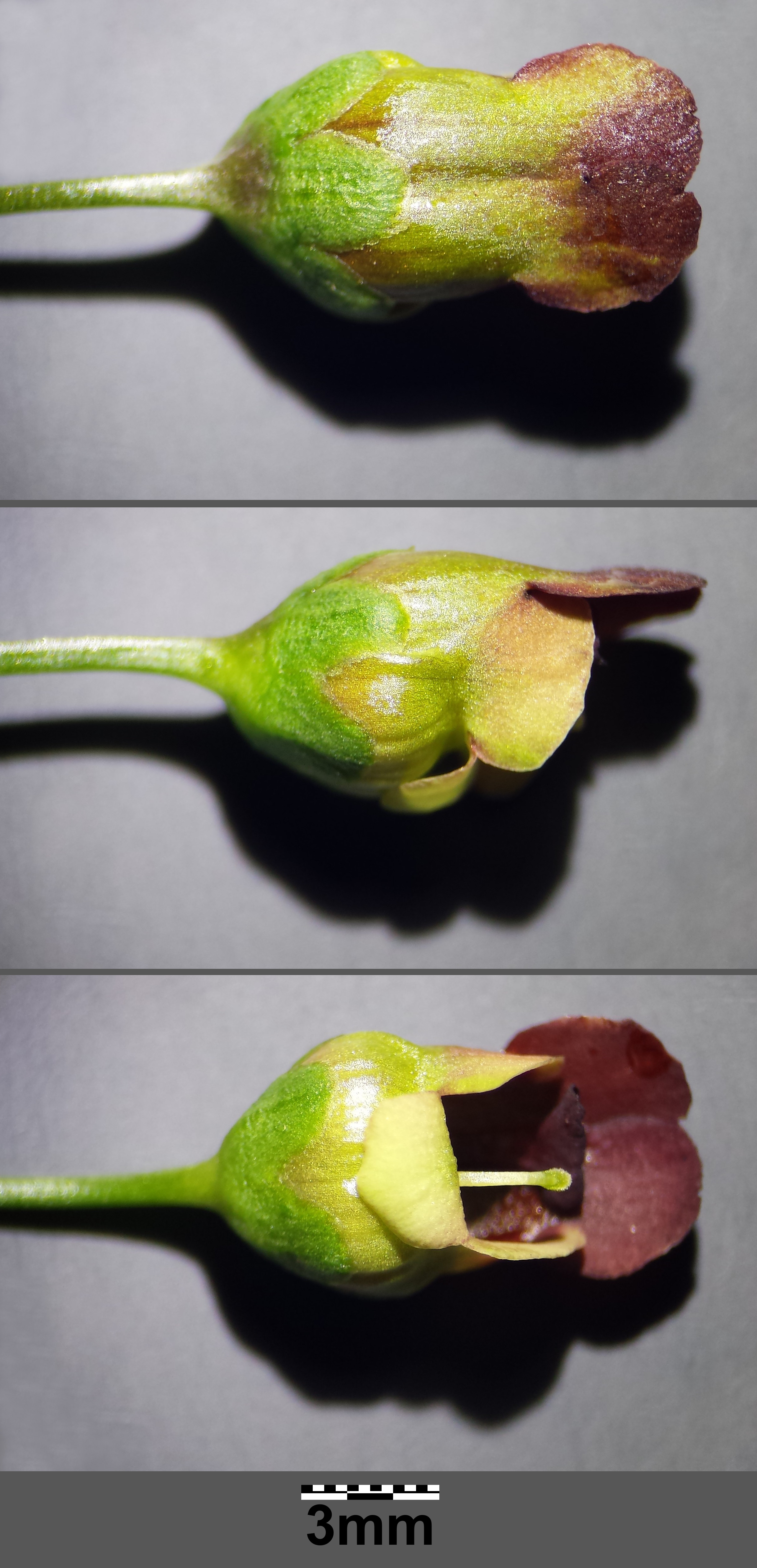
Blüte (Auf-, Seiten- und Untersicht)
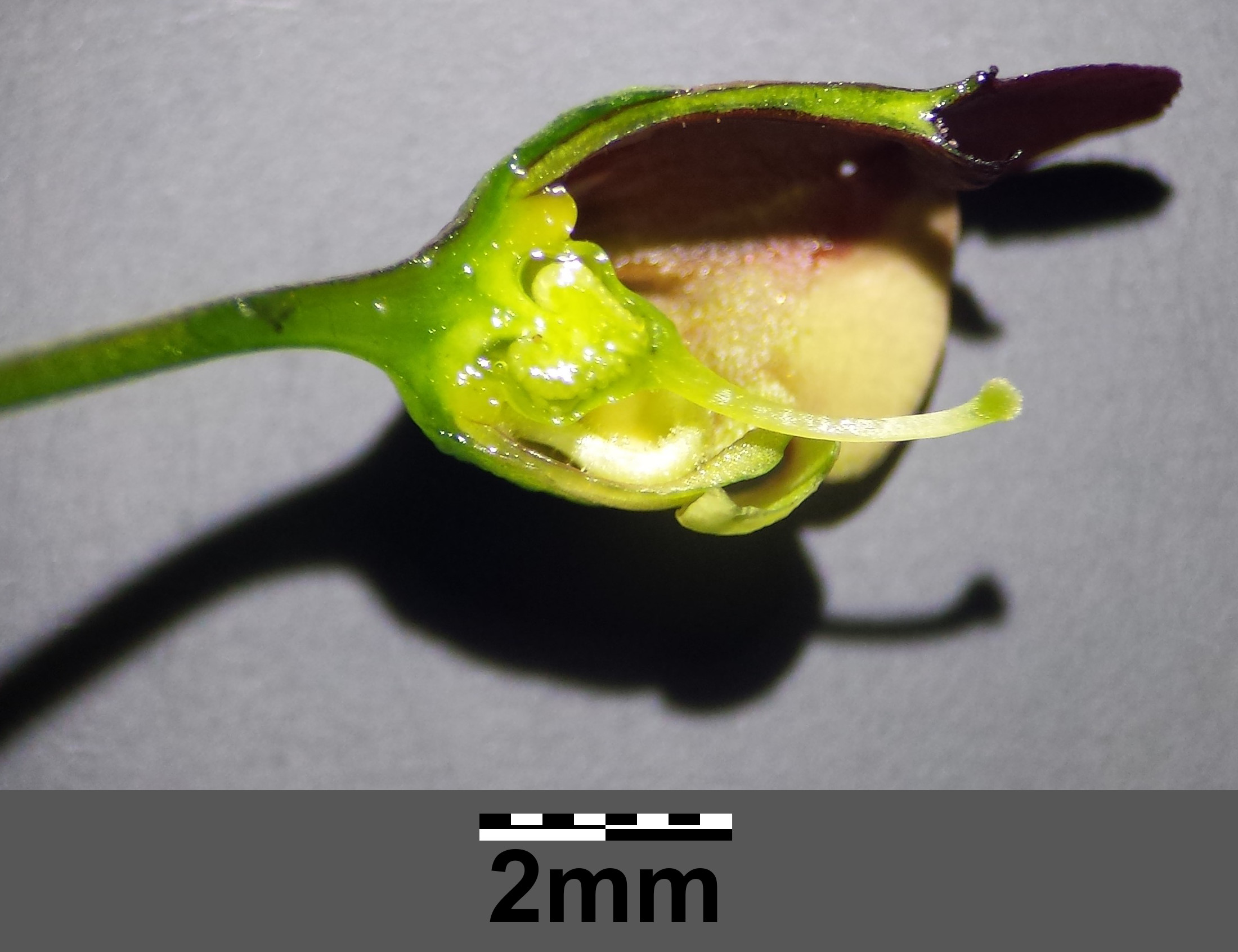
Blüte, aufgeschnitten
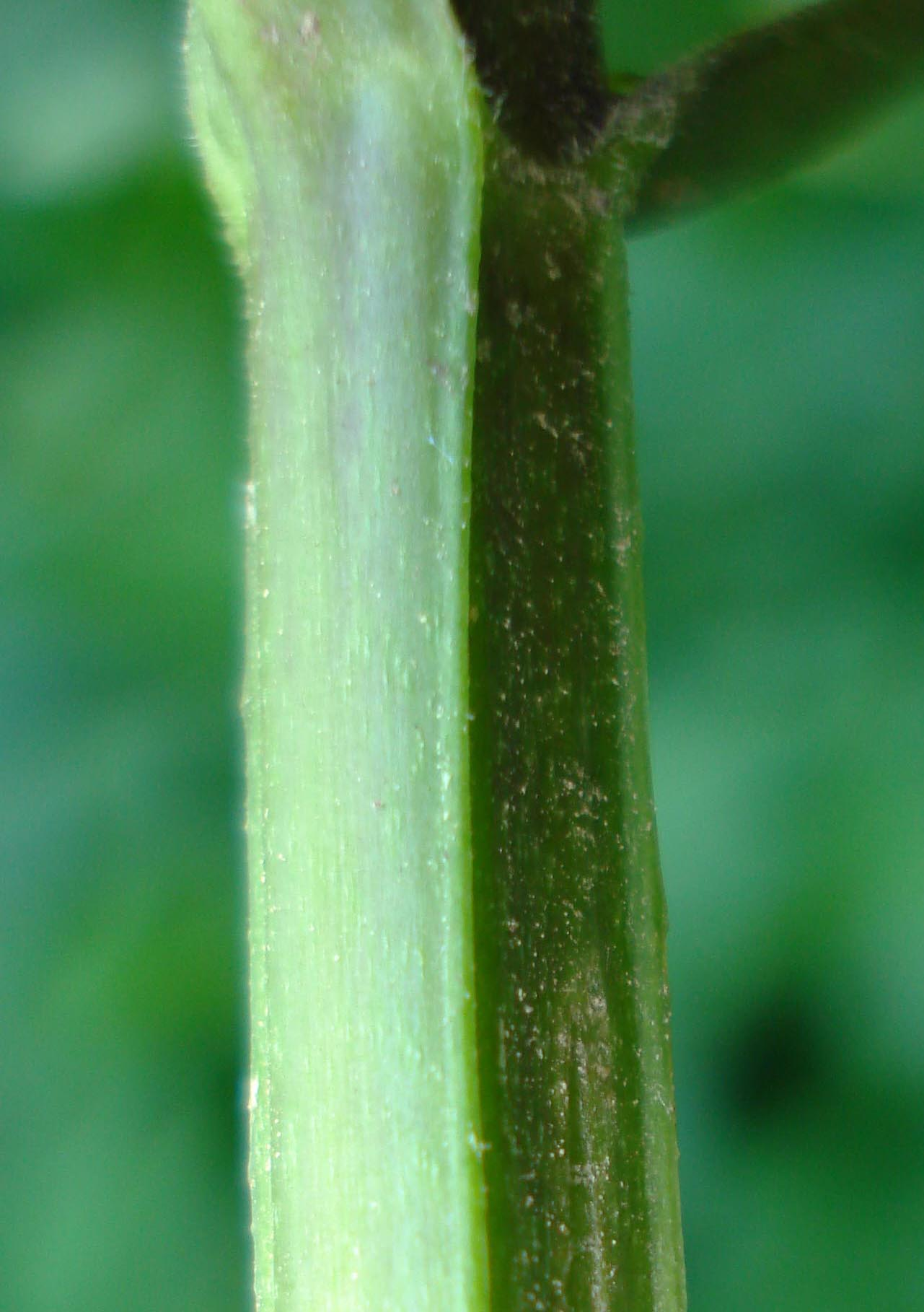
Detail des Stängels
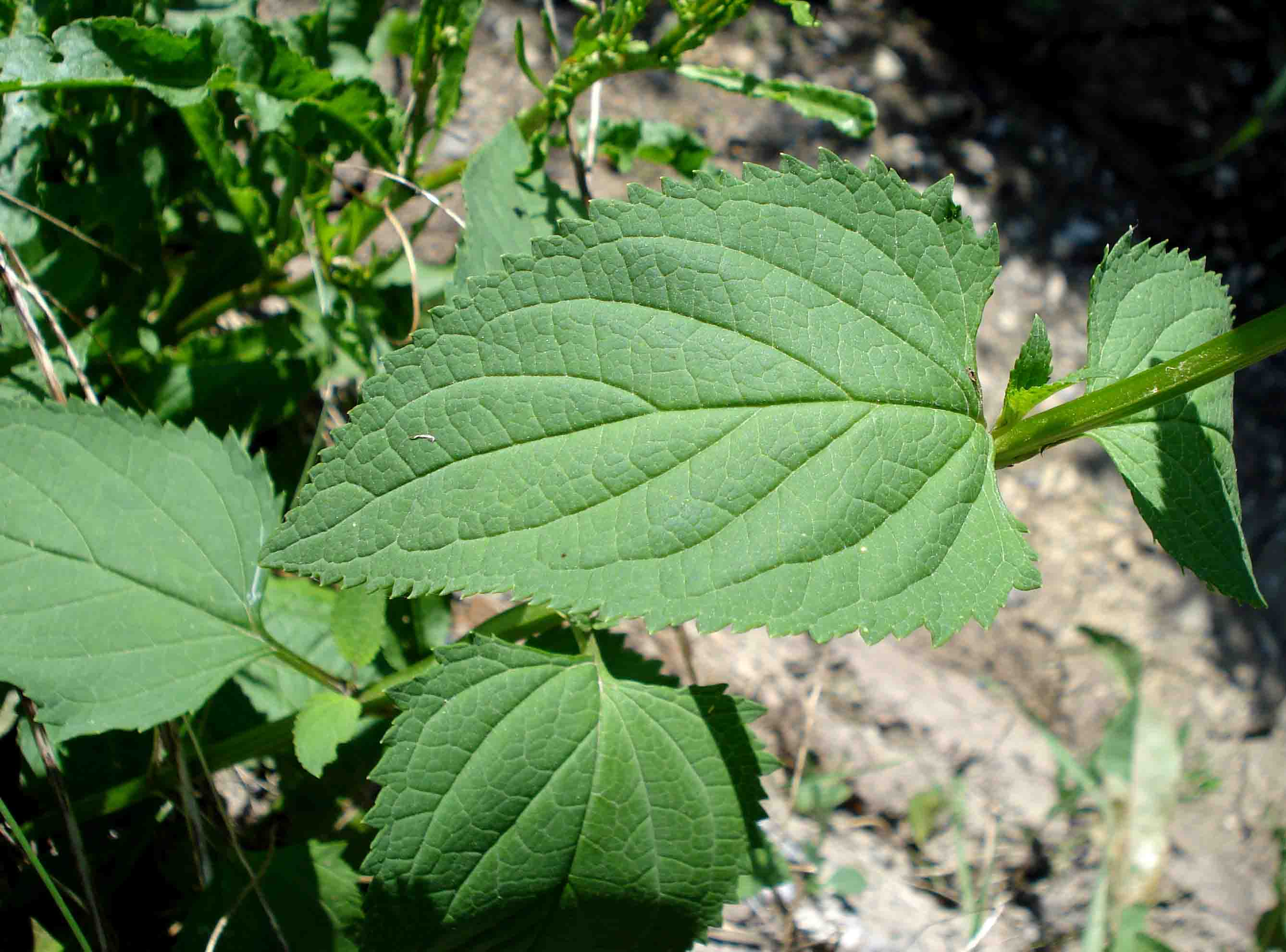
Laubblätter
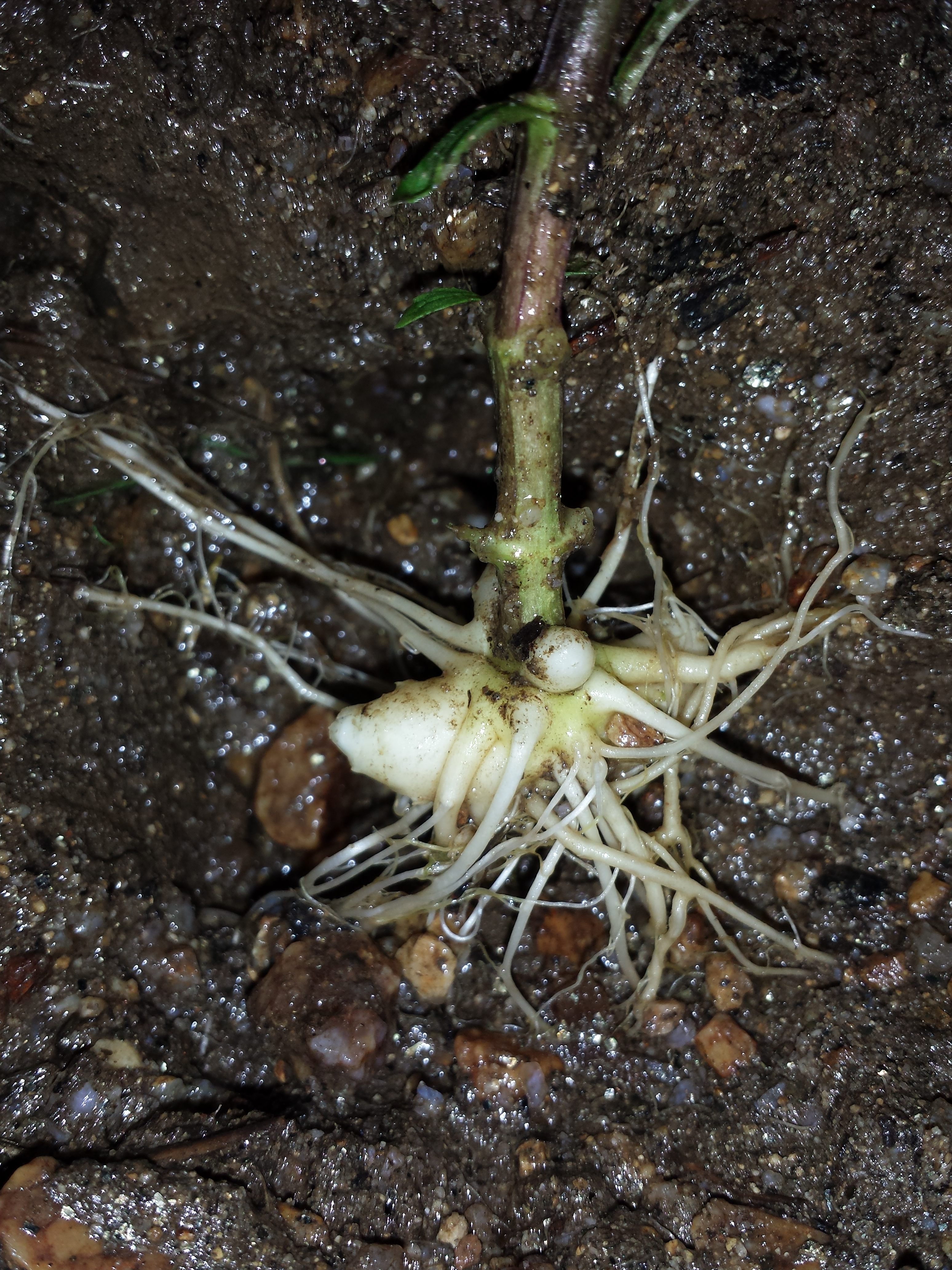
Knollig verdicktes Rhizom